# Долженко Марк Костянтинович
 Марк Костянтинович Долженко (нар. 7 грудня 2002, м. Шостка, Сумська область, Україна) — український спортсмен, віце-чемпіон Європи з пауерліфтингу серед юніорів 2022 року, чемпіон України з пауерліфтингу серед юніорів 2022 року, Майстер спорту України, член національної збірної команди України з пауерліфтингу.
Чемпіон України з пауерліфтингу 2023,
Чемпіон України з жиму лежачи 2023

## Життєпис та спортивна кар'єра
Марк Долженко народився 2002 року в місті Шостка на Сумщині. Після закінчення дев'яти класів вступив до Глухівського професійно-педагогічного фахового коледжу Глухівського національного педагогічного університету імені Олександра Довженка. Активно займається пауерліфтингом у ФСК «Гармонія» в Глухові. Тренує спортсмена заслужений тренер України Фелікс Колтаков.
У лютому 2022 року Марк Долженко став чемпіоном України з пауерліфтингу серед юніорів у ваговій категорії до 105 кг. В Коломиї Івано-Франківської області він здобув результат у сумі триборства 760 кг. Переможець присів з вагою 300 кг, вижав від грудей 200 кг і у становій тязі підняв 260 кг. На церемонії нагородження чемпіону було вручено посвідчення та значок майстра спорту України з пауерліфтингу. Після перемоги виборов право представляти Україну на чемпіонаті Європи з пауерліфтингу.
На чемпіонат Європи з пауерліфтингу, що відбувся на початку травня 2022 року в Чехії Марк Долженко став срібним призером серед юніорів у ваговій категорії до 105 кг. Його результат у сумі триборства склав 800 кг (присідання 320 кг + жим лежачи 220 кг + станова тяга 260 кг).